# Lucien Buysse
Lucien Buysse (11. september 1892 – 3. januar 1980), var en belgisk cykelrytter og Tour de France-vinder. 
Buysse begyndte sin professionelle karriere i 1914, hvor han deltog i Tour de France, men udgik. Han genoptog sin karriere efter 1. verdenskrig, hvor han igen deltog, men udgik i Tour de France; til gengæld opnåede han en tredjeplads i Paris-Roubaix i 1920. I 1923 fuldførte han touren og fik en samlet ottendeplads. I 1924- og 1925-udgaverne kørte han for det italienske Automoto-hold under kaptajnen Ottavio Bottecchia. Nogle anser ham for i disse år at have været tourhistoriens første hjælperytter. Han blev samlet nr. 3 i 1924 og nr. 2 i 1925.
1926-udgaven af Touren var den længste nogensinde (5745 km) fordelt på 17 etaper (gennemsnitslængde 322 km). Buysse, som kørte med sine to brødre, Jules og Michel, overtog den samlede føring på tiende etape, da han under et rasende stormvejr angreb på Col d'Aspin i Pyrenæerne. Undervejs vandt han næsten en time til Bottechia, som stadig var kaptajn. Bottechia udgik på etapen, og Buysse ankom til Paris som samlet vinder. Han vandt i alt fem Tour de France-etaper i sin karriere: en i 1923, to i 1925 og en i 1926.